# Mülheim (Kolonia)
Mülheim, Köln-Mülheim (kol. Müllem) – dzielnica miasta Kolonia w Niemczech, w okręgu administracyjnym Mülheim, w kraju związkowym Nadrenia Północna-Westfalia, na prawym brzegu Renu.
W dzielnicy przy ulicy Schanzenstraße 39 w studio 449 w latach 1998–2003 był nagrywany klasyk niemieckiej telewizji rozrywkowej „Die Harald Schmidt Show”.